# Confesionalismo
El confesionalismo es un sistema de gobierno que es una mezcla de jure de religión y política. Por lo general, implica distribuir el poder político e institucional proporcionalmente entre las comunidades confesionales.
En algunas ocasiones estos partidos representan políticamente a una minoría religiosa de un país como en el caso del Partido de Centro (con los católicos en Alemania a fines del siglo XIX e inicios del XX), el Partido Liberal del Brasil (el cual contradictorio con su nombre apoya al socialdemócrata Lula y representa a la Iglesia Universal del Reino de Dios, (llamada en otras tierras la Iglesia de la Oración Fuerte al Espíritu Santo o Pare de Sufrir o Restauración Nacional (también a los pentecostales en el Perú) o en Venezuela partidos como la Organización Renovadora Auténtica ORA que se define inspirada en la religión evangélica o una organización que existió hace algunos años llamada Fuerza Espiritual Venezolana Orientadora FEVO que decía apoyar las prácticas de brujería y santería. Para el año 2016, uno de los partidos confesionales con mejores resultados electorales es el Partido MIRA en Colombia, basado en la Iglesia de Dios Ministerial de Jesucristo Internacional. Sin embargo, el más reciente mejor resultado en las últimas décadas en toda América Latina fue por parte de Restauración Nacional en Costa Rica que en 2018 logró ser el más votado en primera ronda para la papeleta presidencial y tener la segunda mayor bancada legislativa. En Chile el movimiento evangélico logró inscribir oficialmente el partido Nuevo Tiempo.